# Чемпионат мира по летнему биатлону 2002
7-й чемпионат мира по летнему биатлону прошёл в чешском Яблонец-над-Нисоу 29 августа — 1 сентября 2002 года. Было разыграно по 3 комплекта наград в кроссовых гонках у мужчин и женщин — в спринте, гонке преследования и эстафете.
Также состоялись соревнования среди юниоров в тех же дисциплинах.

## Результаты гонок чемпионата

### Взрослые
| Гонка                                                           | Мужчины | Женщины |
| Спринт 29 августа 2002 Мужчины: 6 км Женщины: 4 км              | 1. Марек Матяшко 23:37.6 (1) 2. Максим Маленьких +3.1 (2) 3. Михаэль Генц +12.3 (0) | 1. Ольга Назарова 18:20.1 (1) 2. Магдалена Гжива +49.5 (1) 3. Людмила Арловская +49.6 (1) |
| Гонка преследования 31 августа 2002 Мужчины: 8 км Женщины: 6 км | 1. Дмитрий Никифоров 34:25.1 (2) 2. Марко Доленц +22.7 (4) 3. Марек Матяшко +56.0 (4) | 1. Ольга Назарова 30:58.3 (6) 2. Магдалена Гжива +18.8 (1) 3. Людмила Арловская +51.6 (4) |
| Эстафета 1 сентября 2002 Мужчины: 4х6 км Женщины: 4х4 км        | 1. Россия 1:36:41.9 (1+12) (Алексей Кобелев, Александр Чуприянов, Сергей Просвирин, Дмитрий Никифоров) 2. Белоруссия +1:06.1 (0+6) (Иван Пестерев, Сергей Новиков, Александр Устинов, Вадим Сашурин) 3. Словакия +1:22.5 (2+12) (Марек Матяшко, Радован Ценик, Павол Новак, Даворин Шкваридло) | 1. Россия 1:19:25.3 (2+15) (Раиса Матвеева, Наталья Арцыбашева, Олеся Федосеева, Любовь Ермолаева) 2. Белоруссия +1:01.4 (3+14) (Елена Зубрилова, Ксения Зикункова, Людмила Арловская, Ольга Назарова) 3. Чехия +1:19.1 (4+12) (Павла Матьяшова, Зденка Вейнарова, Ирена Чеснекова, Катержина Голубцова) |

## Медальный зачёт
Взрослые
| Место | Страна     |   |   |   | Всего |
| ----- | ---------- | - | - | - | ----- |
| 1     | Россия     | 3 | 0 | 0 | 3     |
| 2     | Беларусь   | 2 | 2 | 2 | 6     |
| 3     | Словакия   | 1 | 0 | 2 | 3     |
| 4     | Польша     | 0 | 2 | 0 | 2     |
| 5=    | Кыргызстан | 0 | 1 | 0 | 1     |
| 5=    | Словения   | 0 | 1 | 0 | 1     |
| 7=    | Германия   | 0 | 0 | 1 | 1     |
| 7=    | Чехия      | 0 | 0 | 1 | 1     |
|       | Всего      | 6 | 6 | 6 | 18    |